# Psychotria lebrunii
Psychotria lebrunii là một loài thực vật có hoa trong họ Thiến thảo. Loài này được Cheek mô tả khoa học đầu tiên năm 2002.